# Kamienica przy ul. Braci Gierymskich 6 w Kłodzku
Kamienica przy ul. Braci Gierymskich 6 w Kłodzku – pochodząca z XVIII wieku barokowa kamienica, położona w obrębie starówki.

## Historia
Budynek pochodzi z XVIII wieku, na początku XX wieku przeprowadzono remont fasady. W latach 1971–1973 przeprowadzono gruntowny remont kamienicy
Decyzją wojewódzkiego konserwatora zabytków z dnia 30 listopada 1984 roku kamienica została wpisana do rejestru zabytków

## Architektura
Dom jest wczesnobarokowy, o dwóch kondygnacjach z poddaszem. Elewacja poniżej szczytu wykazuje cztery osie. Portal w parterze jest nader skromny. Szczyt, szeroko rozparty na ślimacznicach w tynku, ma dwa okna poddaszowe, nad nimi jedno strychowe, zamknięte półkolisto. Po remoncie fasady (przypuszczalnie z początku XX wieku) prócz szczytu w budynku nie ma nic interesującego.
Domy przy ul. Braci Gierymskich 6 i 8 są połączone wspólną klatką schodową i noszą nieoficjalną nazwę "Jaś i Małgosia".

## Galeria

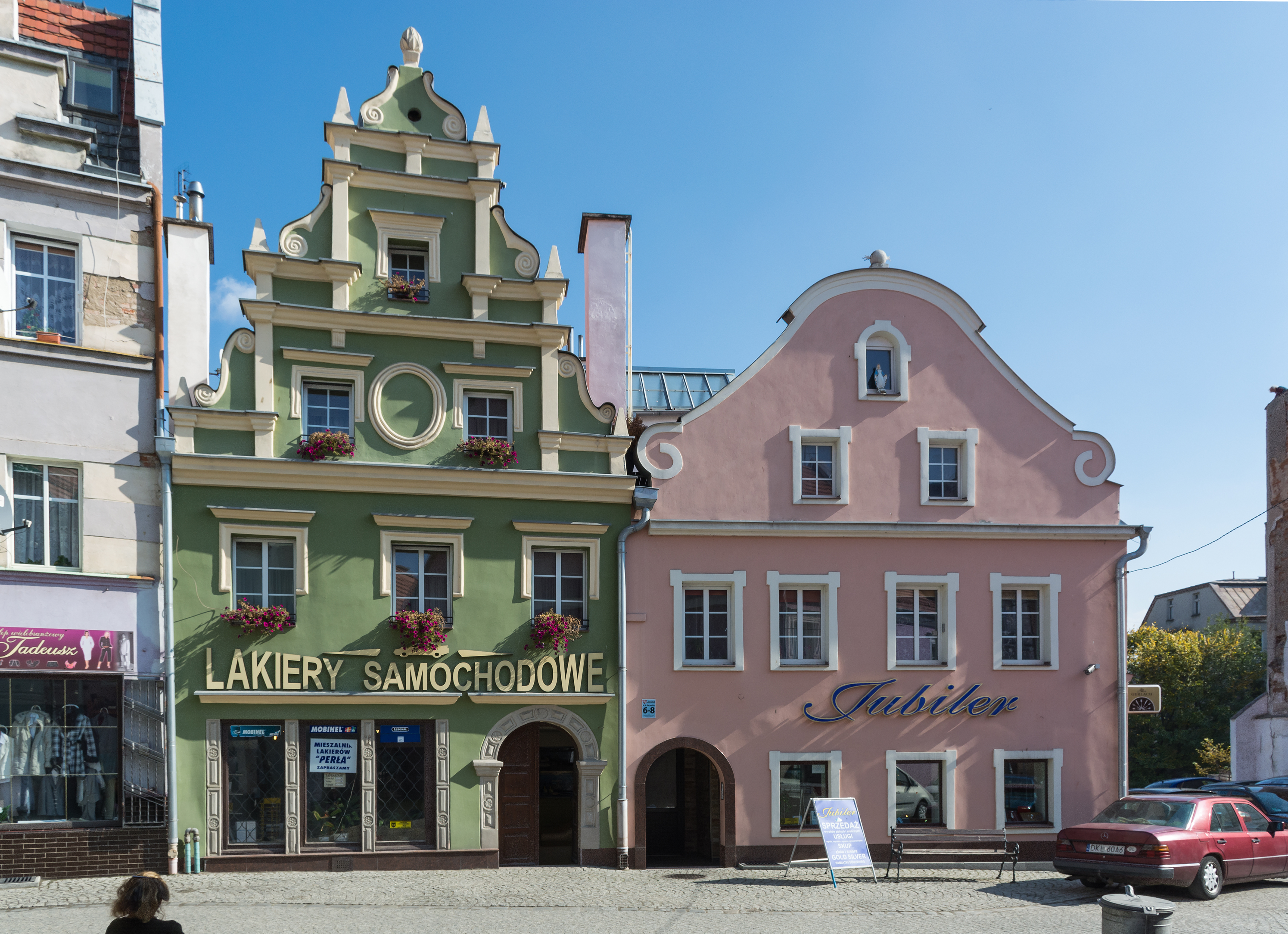
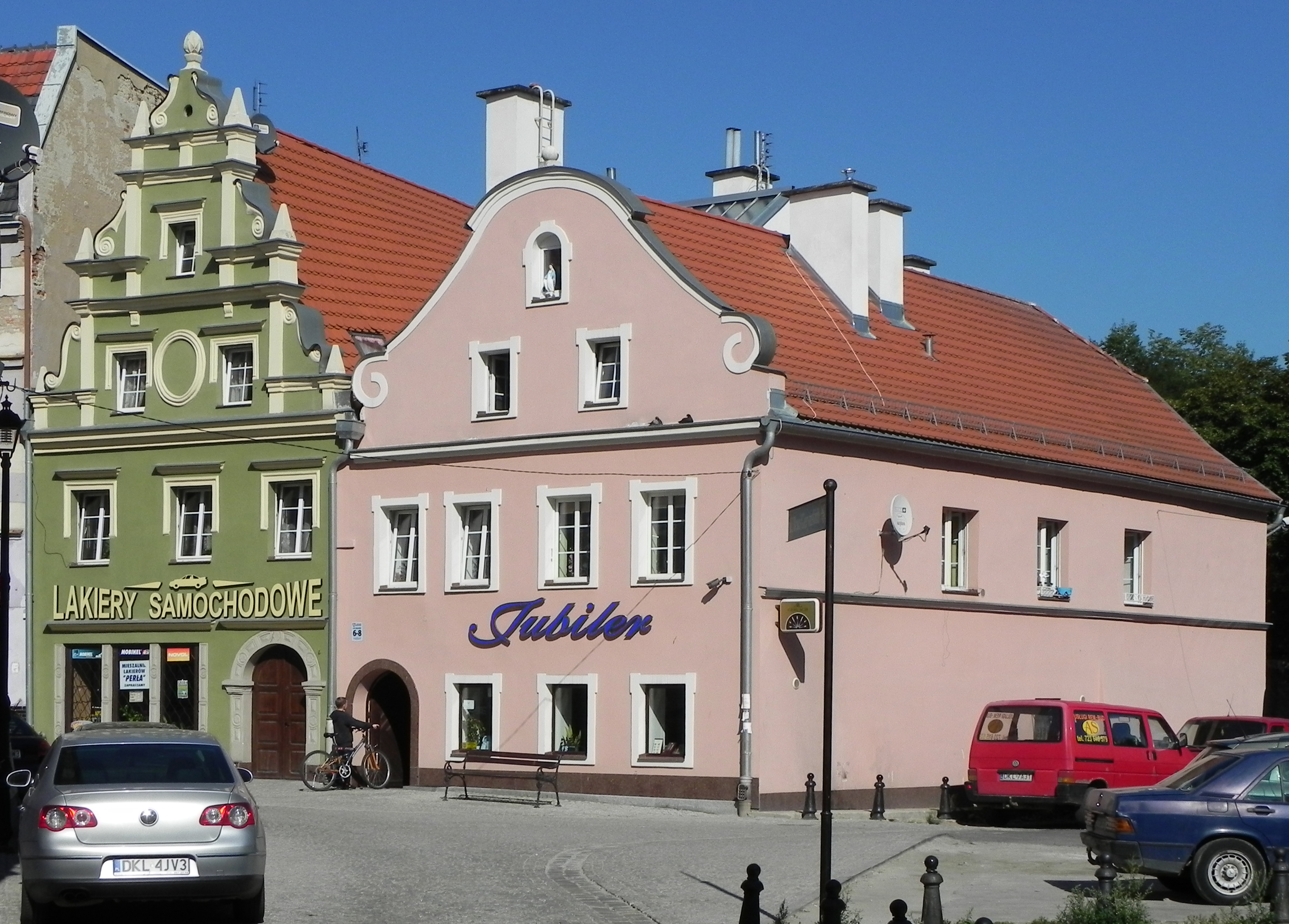
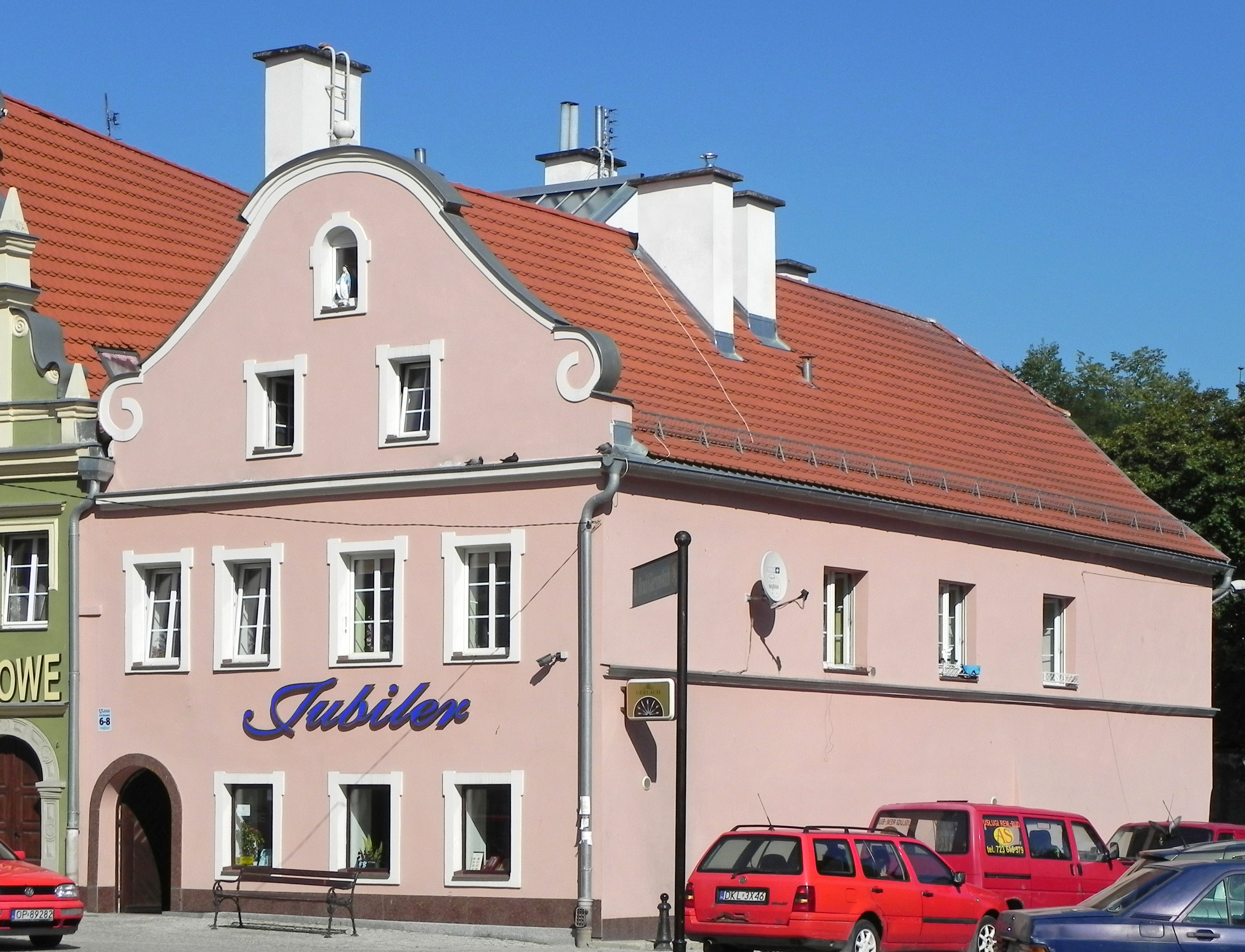
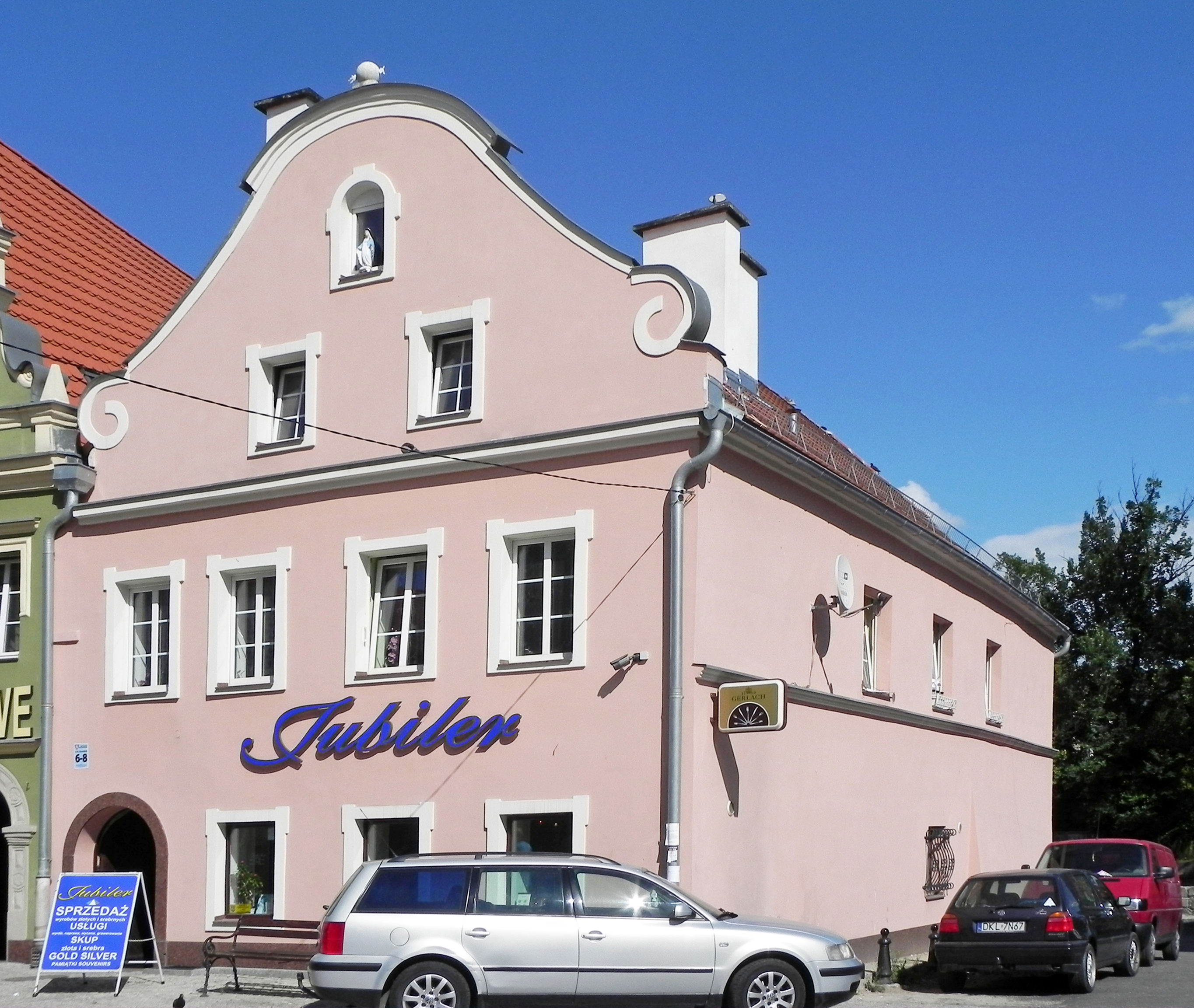
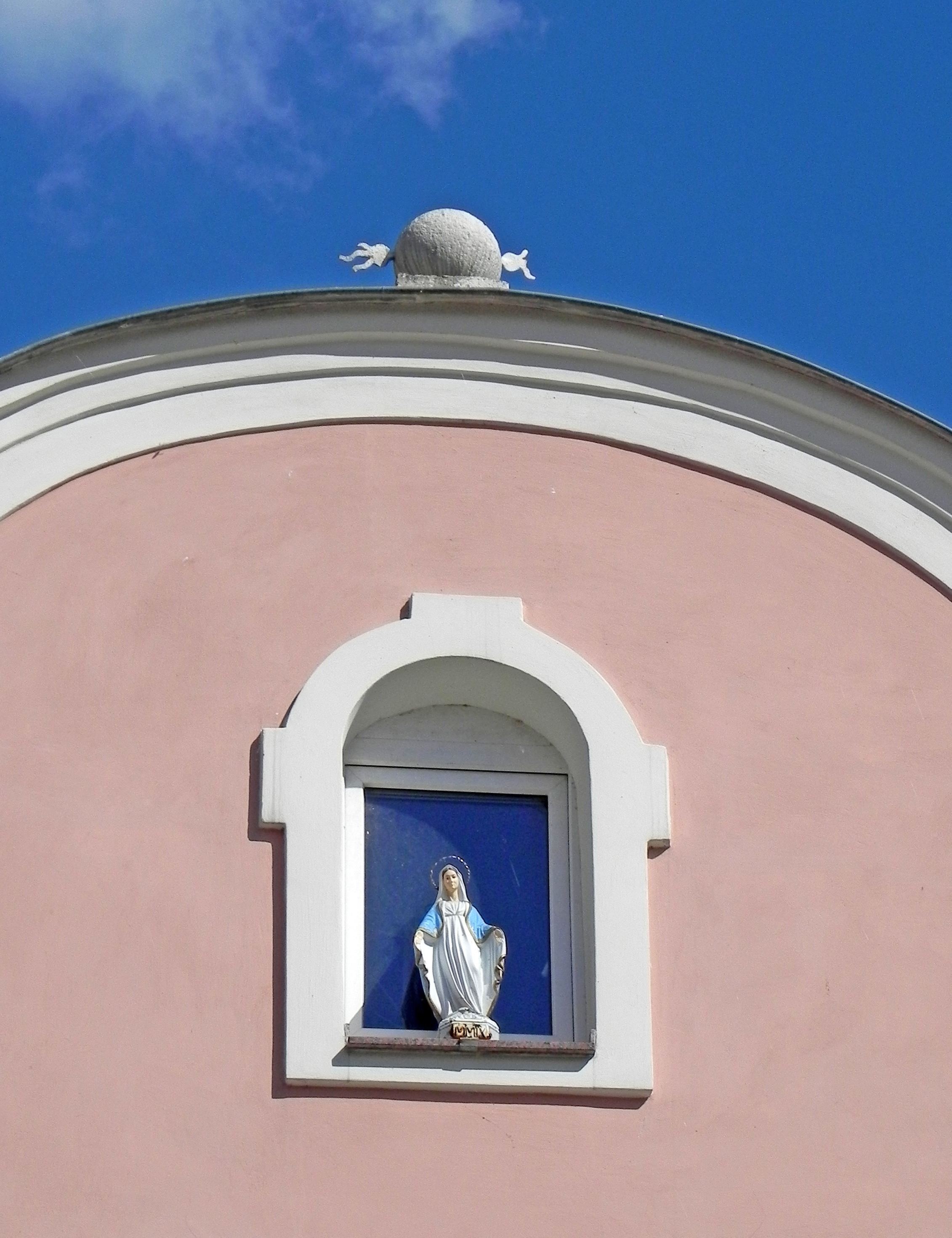
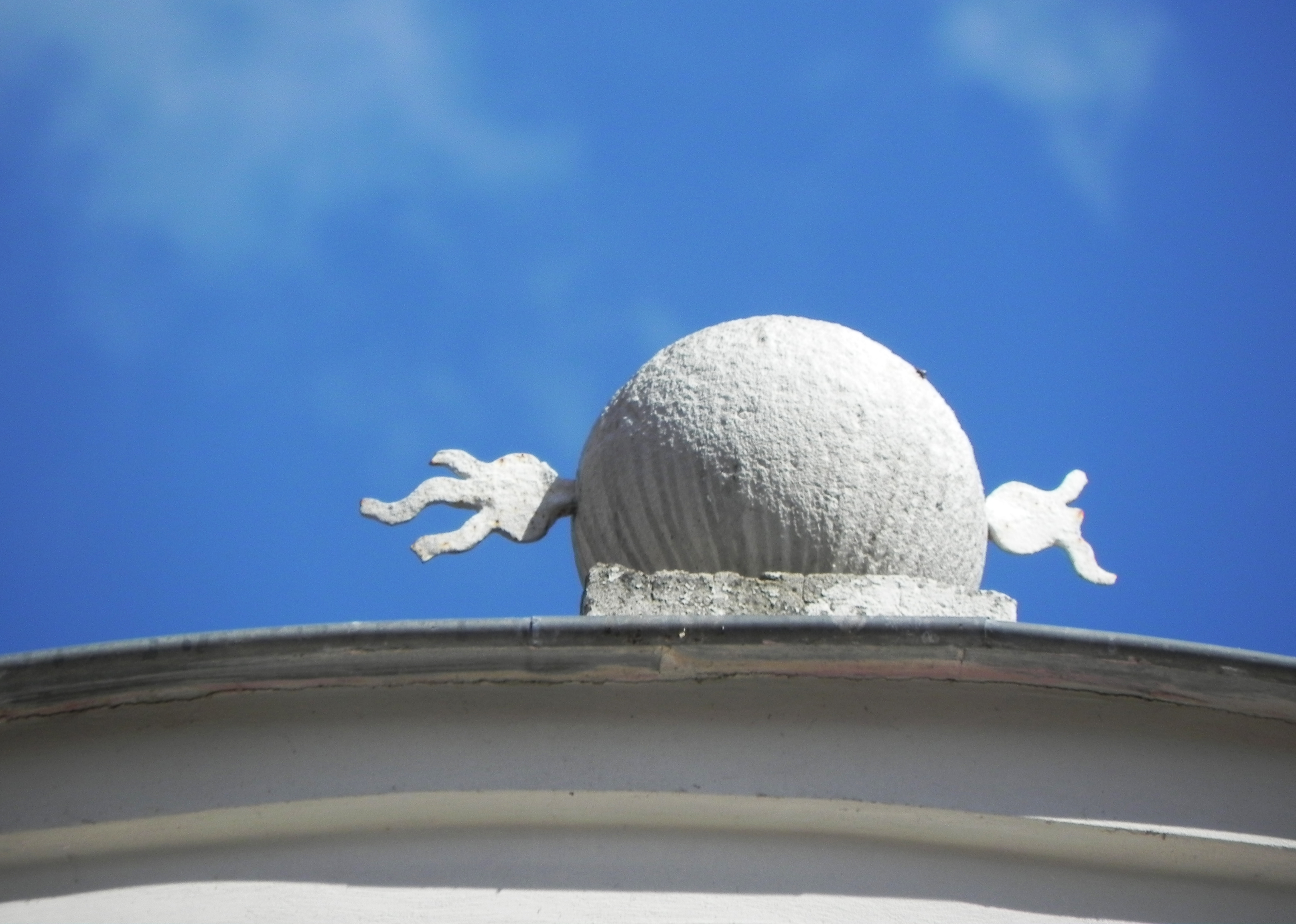